# Nama extraaxillaris
Nama extraaxillaris là loài thực vật có hoa trong họ Mồ hôi. Loài này được (Morren) Kuntze mô tả khoa học đầu tiên năm 1891.